# FK Hansa Wittstock

Logo des FK Hansa Wittstock

Der FK Hansa Wittstock 1919 e. V. ist ein Sportverein in der nordbrandenburgischen Kleinstadt Wittstock. Er bezeichnet sich in seiner Satzung vom 5. Februar 1993 als Fußballklub, unterhält aber auch Abteilungen für Handball, Volleyball, Schwimmen, Kegeln und Gymnastik. 2009 hatte er 547 Mitglieder. Der Verein nutzt das Städtische Stadion des Friedens mit vier Fußballplätzen und Leichtathletikanlagen. Der Hauptplatz ist für 3000 Zuschauer ausgelegt.

## Geschichte

### Strukturelle Entwicklung
Als Vorgänger des FK Hansa gilt der 1919 gegründete Fußballclub (FC) Hansa Wittstock. Dieser bildete sich 1935 in den Sportklub Hansa um. Nach dem Zweiten Weltkrieg wurden in Wittstock wie in der gesamten sowjetischen Besatzungszone alle Sportvereine aufgelöst. Zunächst wurden lose organisierte Sportgruppen gebildet, die den Sportverkehr aufrechterhielten. 1948 gründete das Bahnbetriebswerk Wittstock die Betriebssportgemeinschaft (BSG) Lokomotive mit mehreren Sportsektionen, darunter auch Fußball. Am erfolgreichsten war die Sektion Faustball, die zwischen 1960 und 1976 bei den DDR-Meisterschaften mehrere zweite und dritte Plätze errang. 1980 fand ein Wechsel des Trägerbetriebs statt, der VEB Obertrikotagenbetrieb „Ernst Lück“ Wittstock/Dosse übernahm die BSG, die fortan den Namen Fortschritt Wittstock trug. 1985 ging die Trägerschaft auf das in Wittstock ansässige Metallurgieanlagenwerk über, und der Name der BSG änderte sich in Stahl Wittstock. In dieser Konstellation bestand die Betriebssportgemeinschaft bis 1990. Infolge der wirtschaftlichen Veränderungen durch die politische Wende von 1989 konnte das BSG-System nicht mehr weitergeführt werden, und es wurde der Verein SG Stahl Wittstock gegründet. 1993 schieden die Fußballmannschaften aus der dem Verein aus und gründeten ihren eigenen Verein, den FK Hansa Wittstock.

### Entwicklung des Fußballsports
Bis in die 1950er Jahre bewegten sich die Wittstocker Fußballmannschaften nur auf den unteren lokalen Ebenen. Erst ab 1960 gelang es der BSG Lok, sich sporadisch in der viert- später drittklassigen Bezirksliga Potsdam zu etablieren. Erst mit der Bildung der BSG Fortschritt konnte ein längeres Verbleiben in der Bezirksliga gesichert werden. Nach vierjähriger Zugehörigkeit in der Bezirksklasse stieg Fortschritt 1979 erneut in die Bezirksliga auf und konnte in den folgenden Jahren Endplatzierungen in der oberen Tabellenhälfte erringen. Die BSG Stahl konnte diese guten Ergebnisse nicht weiterführen, sie stieg 1986 wieder in die Bezirksklasse ab und kehrte bis zum Ende des DDR-Fußballbetriebes 1990 nicht wieder in die 3. Liga zurück.
Die BSG Fortschritt rückte 1983 DDR-weit in den Blickpunkt, als sie sich nach dem Gewinn des Bezirks-Fußballpokals für den Wettbewerb um den DDR-Fußballpokal qualifizierte. Gegner in der ersten Runde war der Zweitligist Energie Cottbus, der zuhause mit 1:0 bezwungen werden konnte. In der zweiten Runde hatten die Wittstocker erneut auf eigenem Platz gegen Stahl Brandenburg aus der DDR-Oberliga anzutreten. Gegen die zwei Klassen höher spielenden Stahlwerker gelang zwar ein achtbares 3:4, aber das war gleichzeitig das Aus aus dem Pokalwettbewerb.
Die SG Stahl und später der FK Hansa begannen im DFB-Spielbetrieb ab 1990 auf der Kreisebene. 1997 stieg der FK Hansa in die damals 7. Liga Landesklasse auf und spielte dort bis 2002. Nach dem Abstieg kamen erneut drei Jahre in der Kreisliga, bis 2005 die Rückkehr in die Landesklasse gelang, die seit 2008 achte Spielklasse ist.
Im Juni 2012 gelang als Meister der Landesklasse West der Aufstieg in die siebte Spielklasse Landesliga Nord. Am Ende der Saison 2012/13 wurde unter dem langjährigen Trainer J. Lutter der siebte Platz erreicht. Mit S. Wolter und Ch. Mahnke stellte der FK Hansa Wittstock die besten Torjäger der Landesliga Nord. Vor allem in der Hinrunde zeigte die junge Mannschaft guten Fußball und legte so den Grundstein für eine weitere Saison Landesligafussball in Wittstock. Seit dem Abstieg 2014 spielte man jedoch wieder in der Landesklasse West. Einer neuformierten Mannschaft gelang am Ende der Saison 2014/15 ein 4. Platz. In der Saison 2015/16 belegte man mit 48 Punkten nur einen enttäuschenden 7. Platz, gewann aber das Kreispokalfinale des Fussballkreises Prignitz / Ruppin. Dieser berechtigte zur Teilnahme an der 1. Runde des Landespokals, wo man aber gegen die höherklassige Mannschaft von Eintracht Oranienburg nach Verlängerung ausschied. Die Saison 2016/17 begann mittelmäßig für den Verein, der dann aber eine imposante Serie hinlegte und am Ende mit 75 Punkten Meister der Landesklasse West wurde und wieder in die Landesliga Nord aufstieg. Großen Anteil am Erfolg hatte Torjäger T. Hordan, der beachtliche 41 Tore erzielte. Nach der Meisterschaft gewann der Verein auch dieses Jahr den Kreispokal und holte somit das Double. In der laufenden Saison spielt die noch immer von Trainer J. Lutter trainierte Mannschaft eine gute Rolle. Nach Ende der Hinrunde belegt die, mit einigen Spielern von höherklassigen Vereinen (Zielasko / Michaelis vom MSV Neuruppin) verstärkte Elf, einen guten 7. Platz und holte dafür 20 Punkte.